# Mos Eisley
Mos Eisley è un importante porto spaziale del pianeta Tatooine, nell'universo fittizio di Guerre stellari.
È una vera e propria città nel deserto, con locali che raccolgono banditi locali e specie aliene, porti per navi-cargo, che si recano anche nelle zone più remote della galassia. In Una nuova speranza Obi-Wan Kenobi descrive la città dicendo "Non troverai mai un covo di feccia e di malvagità peggiore di questo posto".
Una scena ambientata in una squallida cantina di Mos Eisley affollata di numerose razze aliene ha avuto un impatto particolare sul pubblico. Le riprese per lo spazioporto si sono svolte dal 1975 al 1976 in Tunisia, con gli interni girati agli Elstree Studios vicino a Londra.

## Descrizione
Mos Eisley è situato sull'Altopiano Grande Mesra, 50 miglia a nord di Anchorhead, vicino al palazzo di Jabba the Hutt e a sud-est delle lande di Jundland.
Il palazzo di Jabba giocò un ruolo importante nella Guerra Civile Galattica in quanto fu il luogo dove Luke Skywalker e Obi-Wan Kenobi incontrarono per la prima volta Ian Solo e Chewbecca.
Lo spazioporto, pur mancando di una struttura di atterraggio principale, ha 362 hangar di attracco dove possono atterrare anche navi grandi. Inoltre, solo alcuni consentono l'atterraggio delle più grandi navi cargo, come l'hangar di attracco 94, dove Ian Solo ha attraccato il suo Millennium Falcon. Gli hangar più grandi sono solitamente di proprietà privata o aziendale.
Da una certa distanza la città sembrava uno strano collage di strutture di pietra e plastoide che si diffondevano a partire da un nucleo di energia e di distribuzione d'acqua. La città aveva strade larghe e sabbiose e molti edifici di varie dimensioni. Mos Eisley ospitava varie specie di alieni provenienti da tutta la galassia.
La città era più grande di quel che sembrava, in quanto la maggior parte era situata nel sottosuolo.
Mos Eisley era stata costruita per scopi commerciali, in quanto Anchorhead, la città più vicina, aveva un costo della vita elevato. Venne costruita attorno al luogo di impatto della Dowager Queen, i cui sopravvissuti la chiamarono semplicemente "Eisley". In seguito venne rinominata secondo lo stile classico per cui si aggiungeva "Mos" prima del nome (come Mos Espa e Mos Gamos). Gli stessi abitanti della città fondarono in seguito la capitale di Tatooine, Bestine.
Mos Eisley era divisa fondamentalmente in due settori, la città vecchia e la città nuova, la prima era dove riposavano i resti della Dowager Queen ed attraeva i personaggi più ombrosi, sede della residenza degli Hutt e della famosa Cantina di Chalmun, di proprietà di Chalmun il Wookiee. All’opposto, la città nuova era molto più ‘abbordabile’ per il turismo intergalattico, dotata di un distretto commerciale per il mercato legale e di luoghi per viaggiatori in cerca di relax, una sottile patina di legalità che non appena grattata sulla superficie rivelava i segni del mercato nero.
Durante la Guerra Civile Galattica Mos Eisley diventò un bersaglio del Moff Tarkin, incaricato da Palpatine di controllare i territori dell'Anello Esterno. L'Alleanza Ribelle aveva una propria base ad Anchorhead e cercò di intercettare le azioni dell'Impero.
Anche se le forze Imperiali vinsero il breve conflitto, la loro squadra di attacco venne ridotta considerevolmente; difatti R2-D2 e C-3PO riuscirono a non farsi notare e a sfuggire ai controlli.

## Popolazione

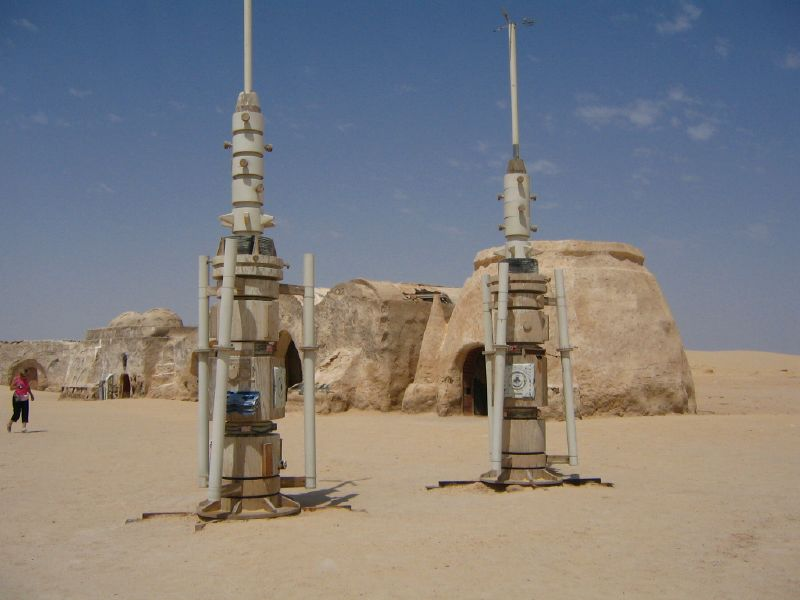
"Vaporizzatori d'acqua" a Tozeur, in Tunisia, impiegati per ricreare l'ambiente di Mos Espa e di Mos Eisley, su Tatooine

La popolazione ammontava da 40.000 a 60.000 individui a seconda della stagione. Già al momento della sua fondazione, fu costruita pensando al commercio. I sistemi di approvvigionamento energetico e idrico si irradiano dal suo centro. Anche gli edifici più antichi sono stati progettati per proteggere dai raggi cocenti dei due soli.
Un piccolo ma importante gruppo dei suoi residenti permanenti sono i coltivatori di umidità, che non vivono in città, ma nei suoi dintorni, e producono preziosa acqua potabile dal vapore che condensa dall'atmosfera. Tuttavia, portano a Mos Eisley le loro merci solo quando i mercati di Anchorhead e Bestine sono pieni, temendo i pericolosi elementi che si trovano in città.
La città è regolarmente visitata da trafficanti illegali di armi e spezie (insieme alle loro spedizioni), che non possono essere controllati dal piccolo ufficio doganale.

## Storia
Alcuni sanno che la città fu fondata 85 anni prima della Battaglia di Yavin da Noosh Feteel e altri. Secondo altri, all'inizio della colonizzazione del pianeta, una nave mercantile chiamata Dowager Queen si schiantò nel deserto e la città iniziò a svilupparsi attorno alle sue rovine. In ogni caso, l'approvvigionamento idrico ed energetico, le cui linee vitali partono dal sito dell'ex relitto, è stato sviluppato per primo come il più importante. La sua posizione esatta fu in seguito visitata solo da vagabondi.
Inizialmente cominciato a realizzare come alternativa all’allora fiorente attracco di Anchorhead, considerato troppo dispendioso da alcuni, rifugiati Rodiani parteciparono alla costruzione dei tanti moli cittadini, ma così come il loro duro lavoro costruì la città, la loro corruzione condusse per mano il vizio ed il crimine fra gli scali portuali.
Quando la popolarità delle corse di sgusci giunse al declino, la stessa sorte seguì la vicina Mos Espa, fino ad allora preminente nel commercio e nel turismo. Con il trasferimento da parte del signore del crimine Jabba lo Hutt della sua base operativa in un palazzo della periferia, Mos Eisley divenne la capitale "de facto" di Tatooine.
Quando l’Impero Galattico prese il potere, il Governatore locale installò una prefettura Imperiale nella città assegnandole un contingente di Stormtrooper addestrati per le operazioni nel deserto, nasceva così il famigerato battaglione dei Sandtrooper.
All’epoca della Battaglia di Yavin, prefetto Imperiale del presidio era Orun Depp, un uomo pigro ed indolente, che morì in seguito ad un incidente con un droide assassino, e fu prontamente sostituito dal prefetto Eugene Talmont.
Dopo la morte di Jabba, ci fu un tumulto in città e alcuni dei suoi edifici furono bruciati o saccheggiati. Per un certo periodo, Tatooine è stata tagliata fuori dalle rotte commerciali perché il suo spazioporto era inutilizzabile.

## Rappresentazione

### Film

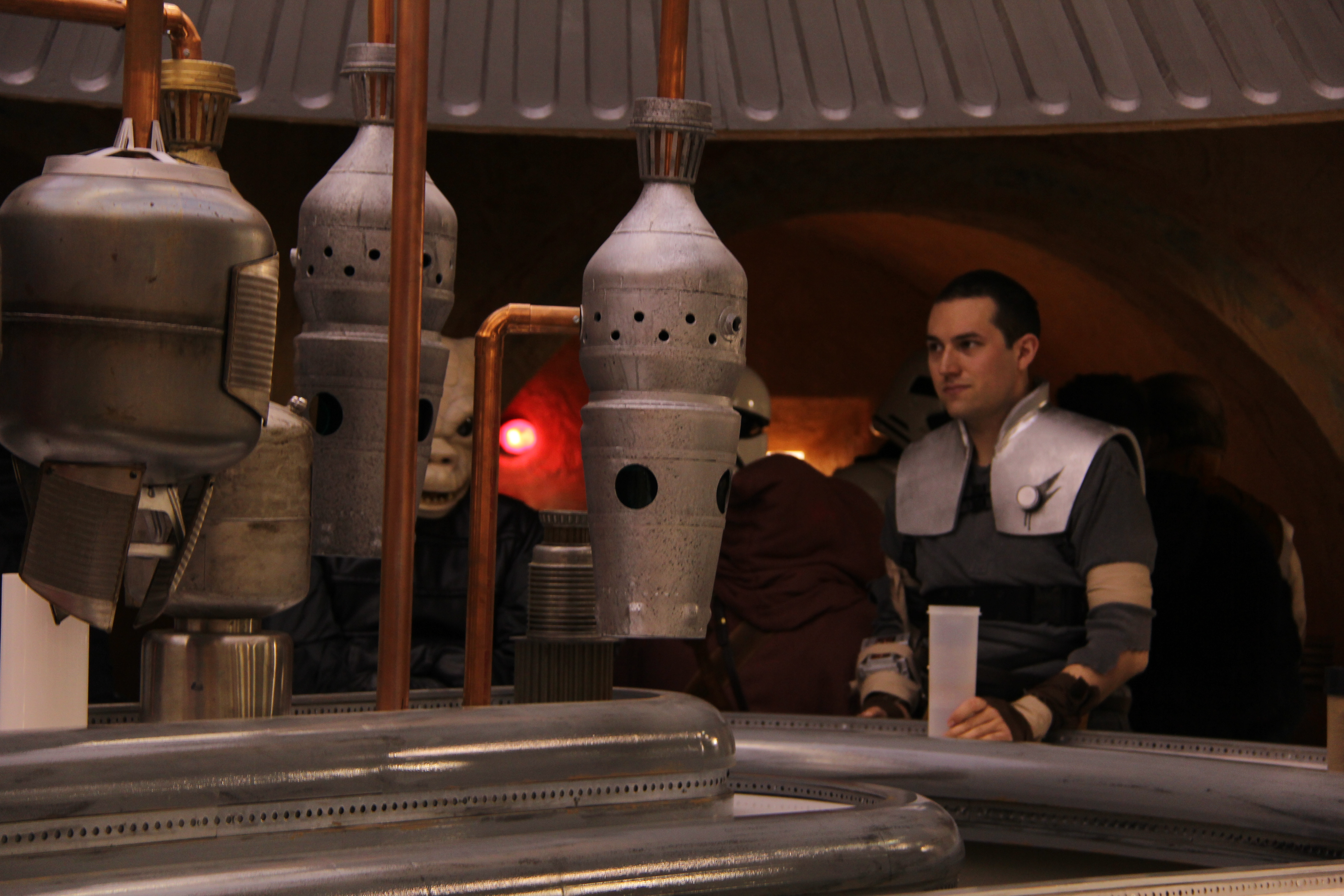
Riproduzione della Cantina alla Star Wars Celebration, ad Anaheim

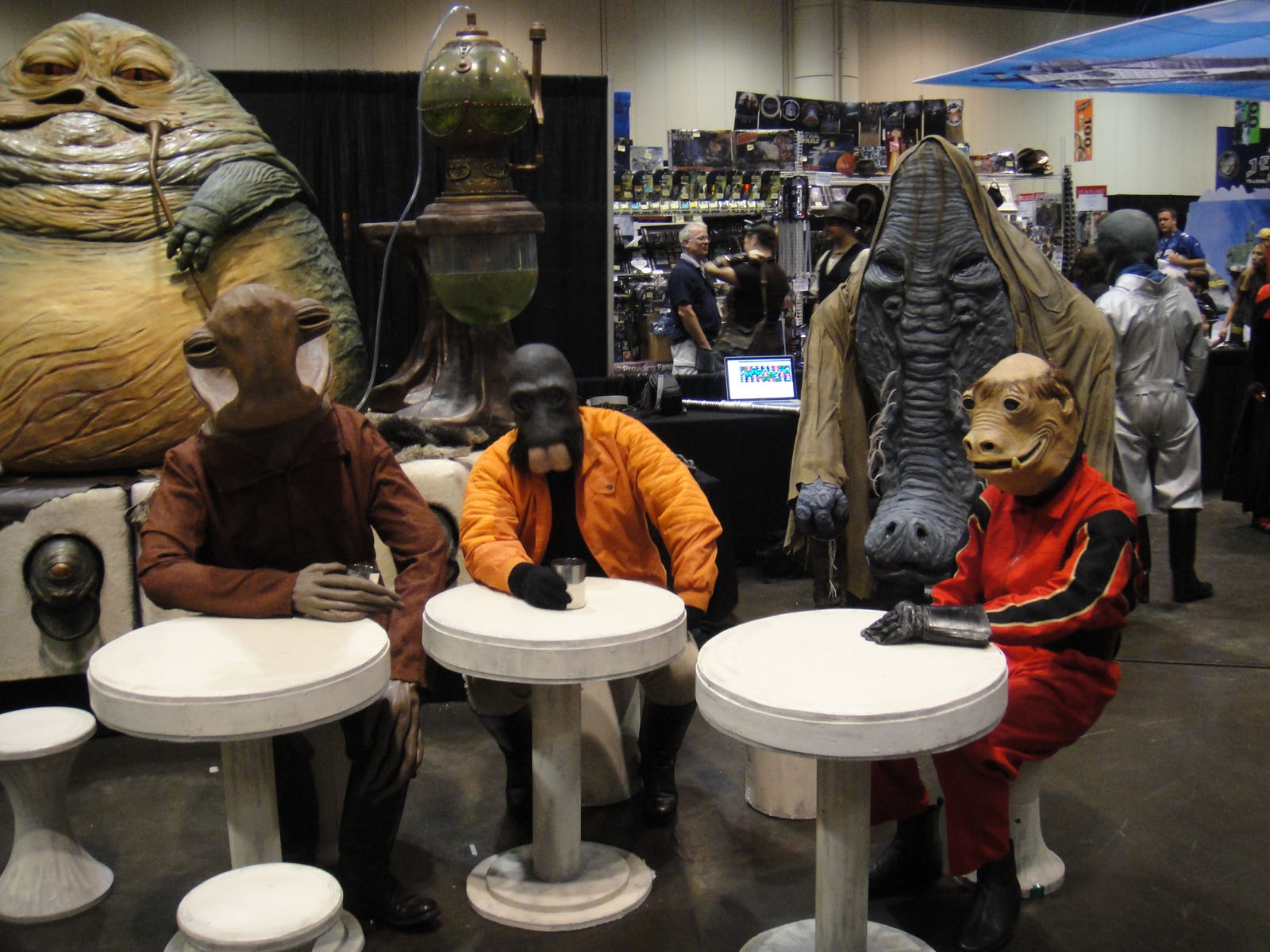
In primo piano, una selezione di creature apparse nella cantina

Mos Eisley ha fatto la sua prima apparizione nel film originale del 1977 Una nuova speranza. È raffigurata come una vivace città portuale situata in una pianura desertica, popolata da passeggeri di tutte le specie. Lo spazioporto illegale attrae criminali, contrabbandieri e fuggitivi. La navicella spaziale atterra nelle baie di attracco sparse per la città.
Le scene di Mos Eisley avvengono all'inizio di Una nuova speranza, quando il giovane eroe Luke Skywalker e il suo mentore Obi-Wan Kenobi si recano allo spazioporto col landspeeder di Luke alla ricerca di un pilota, accompagnato dai droidi C-3PO e R2-D2. Obi-Wan avverte Luke che lo spazioporto potrebbe essere pericoloso. All'arrivo, Luke e Obi-Wan entrano nella cantina, una taverna poco illuminata frequentata da piloti, contrabbandieri e cacciatori di taglie in visita. Al bar sono in vendita bevande alcoliche e ci sono frequenti esplosioni di violenza tra la clientela. La cantina attira una serie di specie aliene esotiche; i droidi non possono entrare e il barista ordina a R2-D2 e C-3PO di andarsene, dicendo "Non serviamo la loro specie qui". Una banda di alieni dalla testa bombata suona una serie di musica ultraterrena in stile jazz. Luke viene minacciato da due clienti, Ponda Baba, un Aqualish e dal dottor Evazan, un essere umano deforme, ma Obi-Wan interviene con la sua spada laser, tagliando il braccio di Ponda nel combattimento. Questa è la prima volta che una spada laser viene utilizzata in combattimento sullo schermo nel franchise di Guerre stellari. Obi-Wan presenta Luke ad una coppia di contrabbandieri, Chewbecca e Ian Solo, e negoziano i termini per il passaggio sul pianeta Alderaan, il che spinge Luke a vendere il suo landspeeder per ottenere i soldi di cui hanno bisogno per pagare Ian. Dopo che Luke e Obi-Wan se ne sono andati, Ian è coinvolto in un breve confronto con Greedo, un gangster dalla pelle verde; lo scambio finisce violentemente quando Ian spara per primo e Greedo muore. Mentre il gruppo si prepara a partire, viene seguito a Docking Bay 94 da Garindan, una spia che lavora per l'Impero. Dopo un breve scontro a fuoco con gli assaltatori imperiali, salgono a bordo dell'astronave Millennium Falcon e decollano da Tatooine.

### Televisione
Mos Eisley appare nella serie televisiva The Mandalorian. Nell'episodio Capitolo 5: Il pistolero, il Mandaloriano, un cacciatore di taglie, è costretto a fermarsi a Mos Eisley per far riparare la sua nave dopo una battaglia spaziale con un altro cacciatore di taglie. Per pagare le riparazioni, il Mandaloriano va in una cantina locale per cercare una taglia. Lì incontra un cacciatore di taglie alle prime armi, Toro Calican, che lo assume per aiutare a localizzare Fennec Shand, una pericolosa mercenaria. La coppia individua Shand appena oltre il Mare delle Dune e la cattura. Tuttavia, quando il Mandaloriano va a recuperare il trasporto per loro, Shand cerca di mettere Calican contro di lui raccontando a Calican che il Mandaloriano si è rivoltato contro la gilda dei cacciatori di taglie per salvare il Bambino. Calican uccide Shand e decide di catturare il Mandaloriano e il bambino e raccogliere tutte e tre le taglie. Il Mandaloriano, tuttavia, riesce a sopraffare Calican e salvare il bambino e Peli, una meccanica che stava riparando la Razor Crest, la sua nave e badando al bambino. Il Mandaloriano dà a Peli la ricompensa per Shand come pagamento per le riparazioni e lui e il bambino lasciano Tatooine.
Il Mandaloriano nell'episodio Capitolo 9: Lo sceriffo tornò a Mos Eisley in cerca di un Mandaloriano che lo aiutasse, e si recò a Mos Pelgo, dove incontrò Cobb Vanth. In seguito tornò in città e fu presentato alla Signora Rana da Peli, che disse che avrebbe potuto sapere dove trovare i Mandaloriani. Dopo la distruzione della Razor Crest, il Mandaloriano tornò di nuovo da Peli e lei lo aiutò a modificare un caccia stellare N-1.
Durante la battaglia per Mos Espa, Fennec Shand assassinò il boss Pyke e i suoi partner nell'ufficio di rilevamento del deserto.

### Fumetti
Nel fumetto Star Wars n. 5 pubblicato dalla Marvel Comics nel 2015 Boba Fett viene assunto da Dart Fener per trovare informazioni sul pilota che ha distrutto la Morte Nera, Fett è andato alla cantina in cerca di informazioni, sapendo che Ian Solo l'aveva frequentata. Da un giovane coltivatore di umidità, apprese che il nome del pilota, era Luke Skywalker, andò a cercarlo, incontrandolo nella casa di Obi-Wan Kenobi.

### Libri
Nel romanzo del film, Star Wars Episodio IV: Una nuova speranza di George Lucas (revisionato dal scrittore fantasma Alan Dean Foster), Mos Eisley è descritto come un insediamento casuale e fatiscente costruito con cemento e arenaria, gran parte di esso costruito sottoterra per sfuggire al calore dei due soli di Tatooine. La cantina è descritta come un bar oscuro e sinistro pieno di "creature con un occhio solo e mille occhi, creature con squame, creature con pelliccia". La narrazione descrive "Tentacoli, artigli e mani... avvolti attorno a posate".
L'antologia di racconti intrecciati dell'Universo Espanso, Tales from the Mos Eisley Cantina, a cura di Kevin J. Anderson, esplora ulteriormente la cantina e la sua clientela. Il libro chiama la cantina Chalmun's Cantina, presentando il suo proprietario come un Wookiee di nome Chalmun; rivela anche che il barista si chiama Wuher. Il libro esplora anche le ragioni del divieto della cantina sui droidi: il barista afferma di non amare tutti, ma si scaglia contro i droidi perché sono l'unica cosa che non cercherà di reagire; il proprietario Chalmun non tollera i droidi perché non bevono e quindi occupano spazio prezioso. Il retroscena della swing band della cantina viene ampliato anche nei racconti We Don't Do Weddings: The Band's Tale di Kathy Tyers e Empire Blues di Daniel Keys Moran. La band si chiama Figrin D'an and the Modal Nodes e viene detto che gli artisti della band appartengono ad una razza chiamata Bith. Il loro numero musicale principale ha anche un titolo Mad About Me.

## Riprese

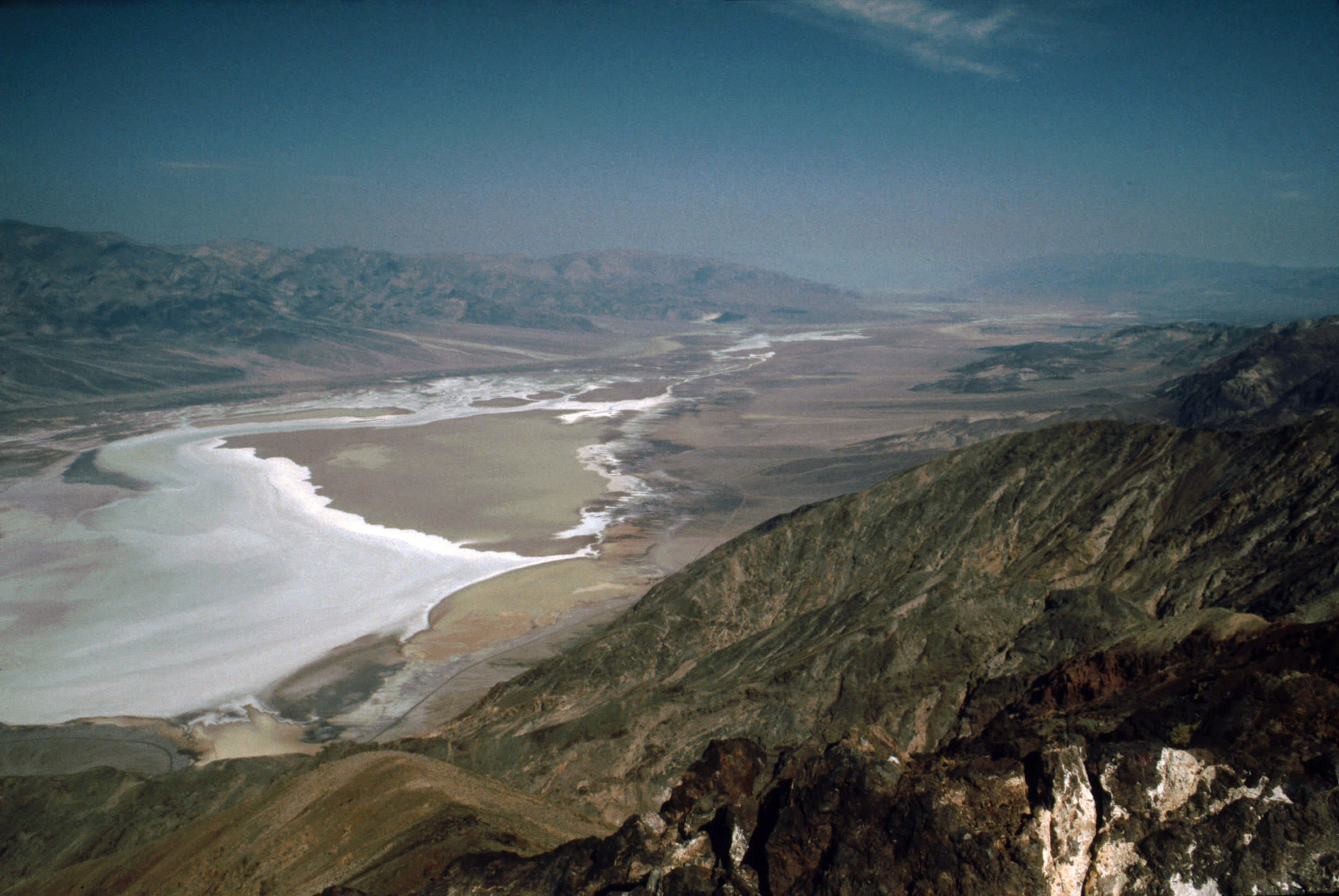
Dante's View, che domina la Valle della Morte, è stata utilizzata come location per Mos Eisley in Una nuova speranza (1977)

La scena della prima apparizione di Mos Eisley in Una nuova speranza è sta registrata alla Valle della Morte in California dal belvedere di Dante's View, con un dipinto opaco aggiunto in lontananza. Le riprese vere e proprie si sono svolte sull'isola tunisina di Gerba.
Nel 1975, durante le prime fasi della produzione di Una nuova speranza, l'apparizione della cantina di Mos Eisley e della sua clientela si concretizzò attraverso il lavoro dei concept art di Ron Cobb, Rick Baker e Ralph McQuarrie e del costumista John Mollo. Mollo ha lavorato con George Lucas per compilare una tabella dei progetti visivi per una gamma di tipi di personaggi. In collaborazione con Mollo, il truccatore Stuart Freeborn ha disegnato le maschere e le protesi per abbinare ciascuno dei costumi, insieme a Doug Beswick, Rick Baker, Phil Tippett, Nick Maley e Christopher Tucker. Freeborn ha osservato che la scena della cantina è stata specificamente impostata per essere una scena "shock"; fino a questo punto nel film, c'erano state poche apparizioni di creature non umane e l'ingresso nella cantina ha improvvisamente presentato al pubblico una serie di specie stravaganti. Lavorando sotto la direzione di Lucas e un bozzetto, lo scenografo John Barry ha creato il set della cantina completo di bar circolare e nicchie ombreggiate. Mollo ha incluso alcuni costumi presi in prestito dai western e alcuni altri costumi si basavano sui personaggi del film del 1950 Uomini sulla Luna e della serie televisiva degli anni '60 Lost in Space. I musicisti alieni della band sono stati interpretati da un certo numero di membri dell'equipaggio della Industrial Light & Magic, tra cui Phil Tippett, Jon Berg, Rick Baker, che hanno tutti mimato la melodia di Benny Goodman Sing, Sing, Sing su suggerimento di George Lucas.

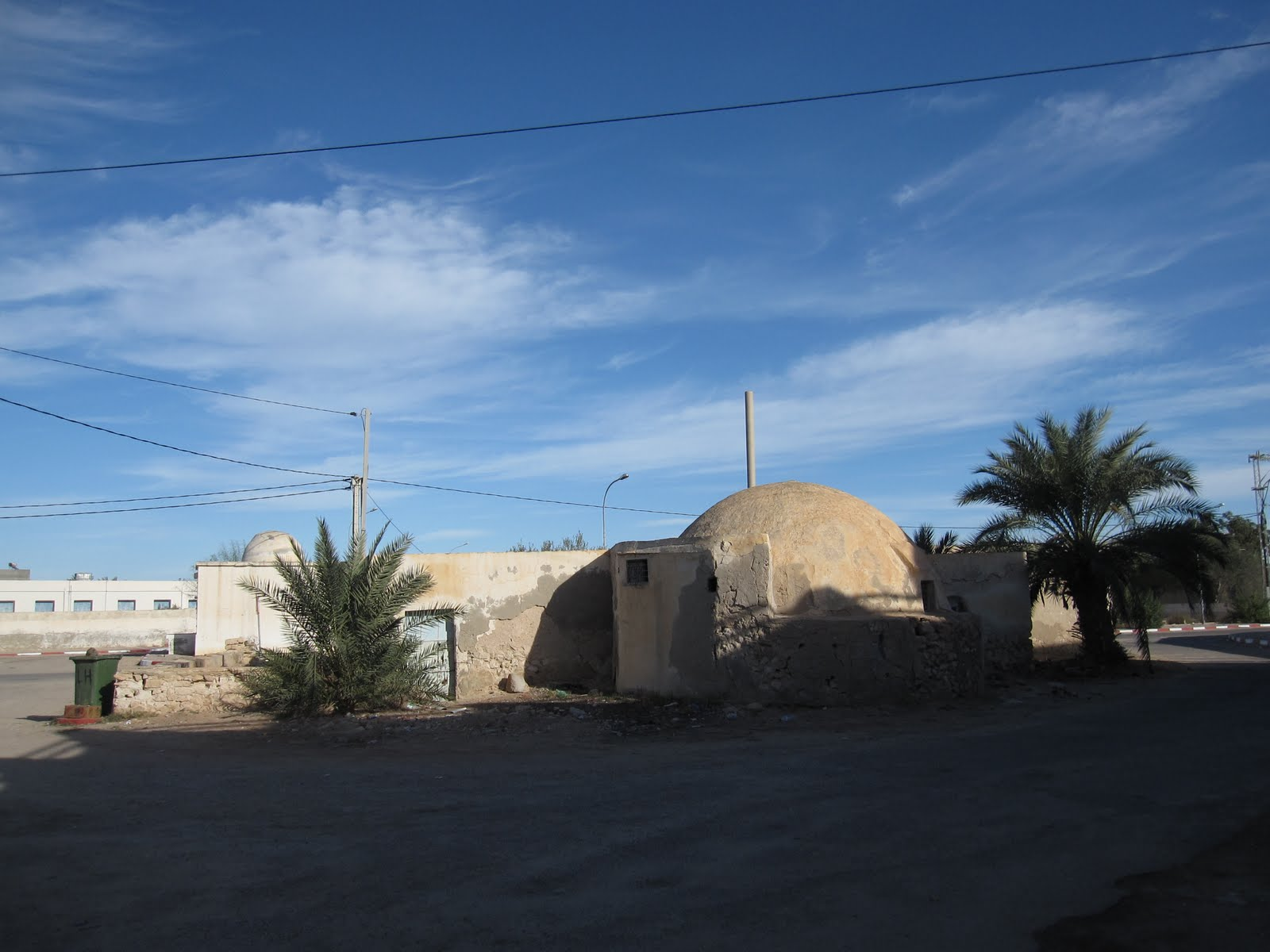
Luogo delle riprese ad Adjim, in Tunisia per la Cantina di Mos Eisley in Una nuova speranza

La scena esterna è stata inizialmente girata nel 1976 nella cittadina di Adjim, un porto peschereccio sull'isola di Gerba, in Tunisia. La troupe cinematografica ha aggiunto una falsa facciata alla struttura, che non ha subito lavori di ristrutturazione dal 1976. Il proprietario del locale è stato rimborsato di otto dollari al giorno. Il set degli interni è stato costruito e filmato suL Stage 6, gli Elstree Studios vicino a Londra. Harrison Ford ha girato la sua prima scena con Alec Guinness; Ford in seguito ha detto che l'idea di lavorare con Guinness "mi ha spaventato a morte". Con il progredire delle riprese, Lucas ha riscontrato molti problemi; la produzione stava superando il budget e sia il cast che la troupe soffrivano di problemi di salute. Stuart Freeborn si ammalò e non fu in grado di completare il suo lavoro sulle maschere delle creature della cantina.
All'inizio del 1977, sotto pressione per completare il suo film (superava di 2 milioni di dollari il budget), Lucas ha negoziato un finanziamento aggiuntivo limitato dai dirigenti della 20th Century Fox per supportare le riprese della seconda unità. Alcuni scene aggiuntive più importanti sono state quelle atte a migliorare la scena della cantina agli Hollywood Center Studios. Lucas era rimasto insoddisfatto del trucco nelle riprese precedenti a causa della malattia di Freeborn, ed ora è stato in grado di realizzare appieno la scena con diversi primi piani di creature aliene, complete delle maschere di Freeborn. Lucas ha anche integrato la copertura limitata che aveva dal filmato della Tunisia con filmati della Valle della Morte. Il nuovo materiale è stato inserito nel film dai montatori di Lucas, inclusa la moglie di Lucas, Marcia Lucas.
Lucas è rimasto insoddisfatto del montaggio finale della scena della cantina e, a partire dall'uscita da parte di Lucasfilm dell'edizione speciale di Una nuova speranza nel 1997, ha apportato una serie di modifiche. Ha modificato il confronto tra Ian Solo e Greedo, per far sembrare che sia Greedo che spara per primo ad Ian. Questo cambiamento è stato ulteriormente modificato più volte, e si è rivelato uno dei più controversi tra i fan di Star Wars, dando origine al popolare slogan "Ian ha sparato per primo" in segno di protesta. Nel DVD del 2004, la sequenza di apertura della scena della cantina è stata modificata per sostituire alcune creature pratiche con alieni completamente nuovi realizzati in CGI. Questo include, per esempio, una sinistra creatura simile a un lupo mannaro, che sostituisce un rettile che fumava la pipa.

## Musica
In tutte le scene della cantina in Guerre stellari, c'è una musica di sottofondo costante suonata da una band composta da alieni della specie Bith chiamata Figrin D'an and the Modal Nodes (Cantina Band). Questa musica diegetica è stata composta per il film da John Williams, e consisteva in due brani scritti per essere suonati con una tromba, tre sassofoni, un clarinetto e un pianoforte Fender Rhodes e con le percussioni, insieme ad un steel pan e ad un sintetizzatore. George Lucas ha informato Williams di immaginare "diverse creature in un secolo futuro che trovano la musica di una swing band di Benny Goodman degli anni '30... e come potrebbero tentare di interpretarla". Williams ha combinato strumenti jazz tradizionali con strumenti della musica afro-caraibica per creare un suono che fosse "allo stesso tempo alieno e familiare allo stesso tempo".

### Distribuzione
Il primo brano musicale della scena della Cantina è stato pubblicato nel 1977 nell'album Star Wars (Original Motion Picture Soundtrack), intitolato semplicemente Cantina Band. Le successive riedizioni in CD dell'album della colonna sonora includevano il secondo pezzo, intitolato Cantina Band # 2. Il primo brano di Cantina Band da allora è stato ribattezzato in Mad About Me.

### Cover
Nello stesso anno, il produttore discografico Meco pubblicò una versione Space disco del tema musicale principale (Main Title) di Guerre stellari, e Cantina Band nel suo singolo Star Wars Theme/Cantina Band. Da allora, sono state rilasciate numerose cover e parodie popolari che presentano la melodia Cantina Band, inclusa Cantina Band del 1995 del gruppo rock Ash, come lato B del loro singolo Girl from Mars; Digga Digga Doo del 2004 degli Asylum Street Spankers, dal loro album del 2004 Mercurial; e Cantina del 2007 di Voltaire dal suo album Ooky Spooky. Una versione bluegrass del tema musicale viene ascoltata durante la scena del bar nel film del 2011 Paul, registrato da Syd Masters e The Swing Riders.

## Opere derivate

### Giocattoli
Nel 1978 il produttore di giocattoli Kenner Products ha pubblicato Cantina Adventure Set come parte della sua gamma Star Wars Kenner Action Figures. Il playset consisteva in una barra di plastica in miniatura con uno sfondo di cartone raffigurante varie creature della cantina e uno stormtrooper imperiale. Una seconda versione del playset è stata introdotta sul mercato nel 1979, denominata Creature Cantina Action Playset.
Nel settembre 2020, LEGO ha messo in vendita una serie di Master Builder (MBS) Mos Eisley Cantina (numero di serie: 75290). Presentava 3.187 pezzi, 21 minifigure al costo di 349,99 dollari/euro.

## Apparizioni

### Apparizioni canoniche
Mos Eisley appare nei seguenti contenuti della saga:
Film
- Star Wars: Episodio II - L'attacco dei cloni (solo menzionato)
- Star Wars: Episodio IV - Una nuova speranza (prima apparizione)
- Star Wars: Episodio V - L'Impero colpisce ancora (solo menzionato)
- Star Wars: Episodio VI - Il ritorno dello Jedi (Special Edition)

Serie TV
- Star Wars: The Clone Wars (episodi: Sfera di influenza, Mercenari, Fratelli, Vendetta)
- Obi-Wan Kenobi (puntata Parte I)
- The Mandalorian (episodi: Capitolo 5: Il pistolero, Capitolo 9: Lo sceriffo, Capitolo 10: Il passeggero)
- The Book of Boba Fett (puntate: Capitolo 3: Le strade di Mos Espa (nei flashback), Capitolo 4: La tempesta incombe (nei flashback), Capitolo 5: Il ritorno del Mandaloriano, Capitolo 6: Dal deserto uno sconosciuto (solo menzionato), Capitolo 7: In nome dell'onore)
- Star Wars Galaxy of Adventures (micro web serie, 2018-2020) (episodio: Il miglior contrabbandiere della galassia[N 2])

Videogiochi
- Star Wars: Galactic Defense (gioco per dispositivi mobili, 2014)
- Star Wars: Battlefront
- Star Wars: Battlefront II

Fumetti
- Star Wars (fumetto n. 3 (solo menzionato), 4, 5, 13, 20 e 28)

Romanzi
- Star Wars: Aftermath - Debito di vita (solo menzionato)

### Apparizioni nell'Universo espanso
- Star Wars: Rogue Squadron (videogioco)
- Star Wars: Episodio I - La minaccia fantasma (videogioco)
- Star Wars Jedi Knight: Jedi Academy (videogioco)
- Star Wars: Battlefront (videogioco)
- Star Wars: Battlefront II (videogioco)

### Apparizioni non canoniche
- LEGO Star Wars: I racconti del droide (serie animata) (episodio: Missione a Mos Eisley) (nei flasback)
- LEGO Star Wars Summer Vacation (corto animato) (nei flasback)
- LEGO Star Wars II: La trilogia classica (videogioco)
- LEGO Star Wars: La saga completa (videogioco)
- LEGO Star Wars: Il risveglio della Forza (videogioco) (solo menzionato)
- LEGO Star Wars: La saga degli Skywalker (videogioco)